# 元孚
元 孚（げん ふ、生年不詳 - 540年）は、北魏・西魏の皇族。扶風王。字は秀和。

## 経歴
臨淮王元提（拓跋譚の子）の子として生まれた。尚書右丞に累進した。霊太后が臨朝称制し、宦官が政治に干渉するようになると、元孚は古今の名妃賢后の伝記を4巻にまとめて奏上し、太后を諫めた。尚書左丞に転じた。
523年（正光4年）、柔然の阿那瓌が北魏の北辺を侵犯すると、元孚は尚書を兼ね、北道行台となって、柔玄鎮と懐荒鎮の間にいた阿那瓌のもとを訪れ、その懐柔につとめた。しかし阿那瓌は元孚を抑留して、行台と称して礼遇した。後に元孚の身柄は北魏に返還されたが、廷尉に下され、流罪に処せられた。
後に冀州刺史に任じられ、勧農につとめて、州内では慈父と称され、隣州では神君と号された。冀州の張孟都・張洪建・馬潘・崔之憐・張叔緒・崔丑・張天宜・崔思哲らの8家は、八王と号して北魏の統制に服していなかったが、元孚が冀州に赴任してくると、そろって服従した。527年（孝昌3年）11月、冀州は葛栄の攻撃により陥落し、元孚は捕らえられた。葛栄が元孚の兄の子の元子礼を殺害しようとすると、元孚は先に死んで子礼の罪を贖いたいと願い出て、叩頭して血を流したため、葛栄は子礼を殺すのをとりやめた。また葛栄が将士を集めて元孚の死罪を議論したとき、元孚の兄の元祐と元孚はそれぞれ自分の罪を申し出て、争って死刑に処されようとした。また張孟都・馬潘・張叔緒ら数百人が叩頭して元孚の助命を願い出た。葛栄は「これ魏の誠臣義士なり」と言って、500人を拘禁したものの、みな死刑を免れた。葛栄の乱が平定されると、元孚は帰朝して、冀州刺史に任じられた。
529年（永安2年）5月、元顥が洛陽に入ると、元孚を東道行台に任じ、彭城郡王に封じた。元孚は元顥からの封書を河内の孝荘帝のもとに送って、朝廷への忠誠を示した。元顥が敗死すると、元孚は万年郷男に封じられた。
永安末年、元孚は孝荘帝の命を受けて『監儀注』を作り、楽器の残欠を補った。太傅の長孫稚は声律を解したため、元孚の仕事を特に高く評価した。
534年（永熙3年）、孝武帝に従って関中に入った。尚書左僕射に任じられ、扶風郡王に封じられた。まもなく監国史をつとめた。
536年（大統2年）9月、司空に上った。537年（大統3年）6月、太保に転じた。538年（大統4年）、柔然の阿那瓌のもとに赴き、その長女の郁久閭氏を文帝の皇后として迎え、長安に護送した。539年（大統5年）7月、太尉に任じられた。540年（大統6年）1月、死去した。大司馬・録尚書事の位を追贈された。諡は文簡といった。
子の元端が後を嗣ぎ、大行台尚書・華州刺史に上った。

## 伝記資料
- 『魏書』巻18 列伝第6
- 『北史』巻16 列伝第4